# 오마마정
오마마정(일본어: 大間々町)은 일본 군마현 동부 야마다군에 속했던 정이다. 현재의 미도리시에 해당한다.

## 개요
마을 이름인 '마로'는 와타라세 강의 가와기시 단구에 의해 만들어진 절벽으로, 동사무소 앞의 '마로'에는 지역 초등학생들이 그린 그림이 계절꽃들로 아름답게 표현되어 있어 관광명소가 되고 있다.
과거에는 아카가네 가도의 역참 마을로서, 또 생사의 집산지로서 번창하였다.
1992년에는 정제 시행 100주년을 기념하여 '소꿉놀이 노래 작성위원회'에 의해 마을 이미지 송이 작성되었다.사는 전국에서 545점이나 응모가 있어, 군마현 이세사키시에 거주하는 나가츠카 이쑤시의 「바람의 에어 메일」이 선택되었다. 작곡은 빌리 코빈에 의해 이루어졌다.또 일본어판은 쇼노 마요가, 영어판은 다라 세다카가 부르고 있다.
마을 북부의 시오바라에 있는 다카후네 신사는 교토·기후네 신사의 분령을 모신 것으로 알려져 예년 현내 제일인 20만명의 초예 참배객이 방문한다.
간토 평야 북단으로 와타라세 강에 의해 만들어진 오마간 선상지에 위치한다. 정내에는 도라세 강이 흐르고 북부에는 아시오 산지로 이어진 산들이 있어 마을의 70%가 녹색으로 뒤덮인 녹음이 넘치는 마을이다. 인근 시정촌과 함께 기류 광역권에 속한다.

## 역사
- 1889년 4월 1일 - 정촌제 시행으로 야마다군 오마다정, 후쿠오카촌, 가와우치촌, 미나미세타군 구로호네촌이 설치되었다.
- 1896년 4월 1일 - 미나미세타군과 히가시군마군이 합병해 세타군이 되었다.
- 2006년 3월 27일 - 세타군 아즈마촌, 닛타군 가사카케정과 합병해 미도리시가 되었다.

## 교통

### 철도
- 와타라세 계곡 철도 와타라세 계곡선
- 조모 전기 철도 조모 선

### 도로
- 국도 제122호선
- 국도 제353호선